# Planchas Kinderhook

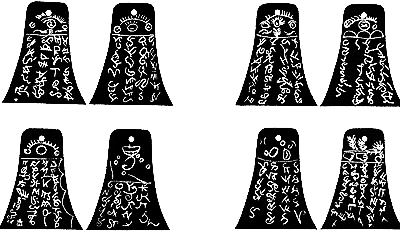
El frente y el reverso de cuatro de las seis Planchas Kinderhook se muestran en estos facsímiles, que aparecieron en 1909 en History of the Church, volumen 5, páginas 374–375.

Las Planchas Kinderhook eran un conjunto de seis pequeñas piezas de latón en forma de campana con grabados extraños de las que se afirmó haber sido descubiertas en 1843 en un montículo indio cerca de Kinderhook, Illinois.
Según Wilbur Fugate en 1879, las planchas fueron cuidadosamente forjadas por él y otros dos hombres de Kinderhook, Bridge Whitten y Robert Wiley, quienes estaban probando la validez de las afirmaciones hechas por Joseph Smith, fundador de La Iglesia de Jesucristo de los Santos de los Últimos Días, en ese momento con sede en Nauvoo.

## Supuesto descubrimiento
El 16 de abril de 1843, Robert Wiley, un comerciante que vivía en Kinderhook, comenzó a cavar un pozo profundo en el centro de un montículo indio cerca del pueblo. Se informó en Quincy Whig que la razón del repentino interés de Wiley en la arqueología era que había soñado durante tres noches seguidas que había un tesoro enterrado debajo del montículo. Al principio, emprendió la excavación solo, y alcanzó una profundidad de aproximadamente tres metros antes de abandonar el trabajo, considerándolo una tarea demasiado laboriosa. El 23 de abril, regresó con un grupo de diez o doce compañeros para ayudarlo. Pronto llegaron a un lecho de piedra caliza, aparentemente carbonizado por el fuego. Cavando otros sesenta centímetros más hacia abajo, descubrieron huesos humanos también carbonizados, y «seis planchas de latón con forma de campana, cada uno con un agujero cerca del extremo pequeño, y un anillo a través de todos ellos, y unidos con dos broches». Un miembro del equipo de excavación, W. P. Harris, llevó las planchas a casa, las lavó y las trató con ácido sulfúrico. Una vez que estuvieron limpios, se descubrió que estaban cubiertos de personajes extraños que se parecían a los jeroglíficos.
Las planchas fueron exhibidas brevemente en la ciudad, y luego enviadas a Joseph Smith, el fundador del Movimiento de los Santos de los Últimos Días. Veinte años antes, el 22 de septiembre de 1823, Smith afirmó haber descubierto un conjunto de planchas de oro y, según las creencias de los Santos de los Últimos Días, Smith las tradujo al Libro de Mormón. Los buscadores de las Planchas Kinderhook, y el público en general, estaban ansiosos por saber si Smith también podría descifrar los símbolos en las Planchas Kinderhook. The Times and Seasons, una publicación de los Santos de los Últimos Días, afirmó que la existencia de las Planchas Kinderhook le dio más credibilidad a la autenticidad del Libro de Mormón. Parley Pratt escribió que las planchas contenían grabados egipcios y «la genealogía de uno de los antiguos jareditas a Ham, hijo de Noé».

## Respuesta de Joseph Smith
El secretario privado de Smith, William Clayton, registró que al recibir las planchas, Smith envió su «Biblia y léxico hebreo», sugiriendo que iba a intentar traducir las planchas por medios convencionales, en lugar de usar una piedra vidente o una revelación directa. El 1 de mayo, Clayton escribió en su diario:

He visto seis planchas de latón... cubiertas con antiguos caracteres del lenguaje que contienen de treinta a cuarenta [símbolos] en cada lado de las placas. Prest J. [Joseph Smith] ha traducido una parte y dice que contienen la historia de la persona con la que fueron encontrados y que era descendiente de Ham a través de los lomos del faraón rey de Egipto, y que recibió su reino del gobernante. del cielo y la tierra.

Joseph Smith planeó traducir las planchas en su totalidad. Los editores del Nauvoo Neighbor (apóstoles John Taylor y Wilford Woodruff) prometieron en un artículo de junio de 1843 que «el contenido de las planchas, junto con un facsímil de la misma, se publicará en Times and Seasons, tan pronto como se complete la traducción».
The History of the Church también afirma que Smith dijo lo siguiente:

He traducido una parte de [las planchas] y descubro que contienen la historia de la persona con la que fueron encontradas. Era descendiente de Ham, a través de los lomos de Faraón, rey de Egipto, y recibió su reino del gobernante del cielo y la tierra.

Stanley B. Kimball dice que la declaración encontrada en History of the Church podría haber sido una versión alterada de la declaración de William Clayton, colocando a Smith en primera persona. Diane Wirth, escribiendo en Review of Books on the Book of Mormon (2: 210), afirma: «Aparentemente, una narración en primera persona era una práctica común de este período de tiempo cuando se estaba compilando un trabajo biográfico. Dado que esas palabras nunca fueron escritas por el Profeta, no pueden ser aceptados sin crítica como sus palabras o su opinión».

## Conexión con la gramática y el alfabeto de la lengua egipcia
En 1835 se crearon varios documentos de traducción en relación con la traducción del Libro de Abraham, uno de los cuales se llama Gramática y Alfabeto de la Lengua Egipcia (GAEL). Hay evidencia de que este documento se utilizó para descifrar las Planchas Kinderhook. En una carta del 7 de mayo de 1843 a un amigo apóstol Parley P. Pratt escribió: «Un gran número de ciudadanos los han visto y comparado los personajes con los del papiro egipcio que ahora se encuentra en esta ciudad». Una carta de simpatía también fechada el 7 de mayo de 1843 publicada en el New York Herald para el 30 de mayo de 1843 presenta más evidencia:

Las planchas son evidentemente de latón y están cubiertas en ambos lados con hyeroglíficas. Fueron criados y se los mostraron a Joseph Smith. Los comparó, en mi presencia, con su alfabeto egipcio... y evidentemente son los mismos personajes. Por lo tanto, podrá descifrarlos... Puede esperar algo muy notable muy pronto.

Un personaje prominente de una de las planchas coincide bien con un personaje en la Gramática y el Alfabeto del Idioma Egipcio (GAEL), y la traducción de ese personaje en el GAEL se compara con la descripción dada por William Clayton.

## Redescubrimiento, análisis y clasificación como un engaño
Se presume que las Planchas Kinderhook se perdieron, pero durante décadas La Iglesia de Jesucristo de los Santos de los Últimos Días (IJSUD) publicó facsímiles de ellas en su History of the Church. En 1920, una de las planchas entró en posesión de la Sociedad Histórica de Chicago (actual Museo de Historia de Chicago). En 1966, esta plancha restante se revisó en la Universidad Brigham Young. Las inscripciones coincidían con los facsímiles de la plancha publicada, pero la pregunta seguía siendo si se trataba de una Plancha Kinderhook original o si era una copia posterior.
Aunque había poca evidencia de si las Planchas Kinderhook eran antiguas o de fabricación contemporánea, algunos dentro de la IJSUD creían que eran genuinas. El Improvement Era de septiembre de 1962, una revista oficial de la iglesia, publicó un artículo de Welby W. Ricks que decía que las Planchas Kinderhook eran genuinas. En 1979, el apóstol Mark E. Petersen escribió un libro titulado Those Gold Plates! (¡Esas planchas de oro!). En el primer capítulo, Peterson describe varias culturas antiguas que han escrito registros en planchas de metal. Entonces Peterson afirma: «También están las Planchas Kinderhook, que se encuentran en Estados Unidos y ahora en posesión de la Sociedad Histórica de Chicago. La controversia ha rodeado estas planchas y sus grabados, pero la mayoría de los expertos coinciden en que son de época antigua».
En 1980, el profesor D. Lynn Johnson del Departamento de Ciencia e Ingeniería de Materiales de la Universidad Northwestern examinó la plancha restante. Utilizó microscopía y varios dispositivos de escaneo, y determinó que las tolerancias y la composición de su metal demostraron ser completamente consistentes con las instalaciones disponibles en una herrería del siglo XIX y, lo que es más importante, encontraron rastros de nitrógeno en lo que claramente era ácido nítrico (surcos granados). Esto coincide con lo que se dijo en una carta de 1879 a James T. Cobb, en la que Wilbur Fugate confiesa el engaño: «Wiley y yo hicimos los jeroglíficos haciendo impresiones en cera de abejas, llenándolas con ácido y poniéndolas en las planchas. Una vez terminados, los unimos con óxido de ácido nítrico, hierro viejo y plomo, y los unimos con un trozo de hierro curvo, cubriéndolos completamente con óxido». Según Fugate, Wiley había plantado las planchas en el fondo del agujero que había cavado en el montículo, antes de buscar a un grupo de otros testigos para presenciar el descubrimiento.
Además, Johnson descubrió evidencia de que esta plancha en particular estaba entre las examinadas por los primeros mormones, incluido Smith, y no una copia posterior. Una de las características de la plancha era la presencia de pequeñas abolladuras en la superficie causadas por una herramienta de forma hexagonal. Johnson notó que una de estas abolladuras había sido interpretada inadvertidamente en el facsímil como un trazo en uno de los personajes. Si la plancha de la Sociedad Histórica de Chicago hubiera sido una copia hecha de los facsímiles en History of the Church, ese trazo en ese personaje se habría grabado, como el resto de los personajes. Llegó a la conclusión de que esta plancha era una que Smith examinó, que no era de origen antiguo y que, de hecho, estaba hecha con ácido y no grabada.
En 1981, la revista oficial de la IJSUD publicó un artículo que afirmaba que las planchas eran un engaño, y afirmó que no había pruebas de que Smith haya intentado traducir las planchas: «No hay evidencia de que el profeta Joseph Smith haya tratado alguna vez sobre el asunto con el Señor, como lo hizo al trabajar con el Libro de Mormón y el Libro de Abraham».